# سارساز
سارساز (انگلیسی: Sarsaz) یک شهرک در شهرستان بورایفسکی باشقیرستان کشور روسیه است.